# Yarborough Landing
Pour les articles homonymes, voir Yarborough.
Yarborough Landing est une census-designated place du comté de Little River, dans l’État américain de l'Arkansas.